# De Koekoek (Noordwijk)

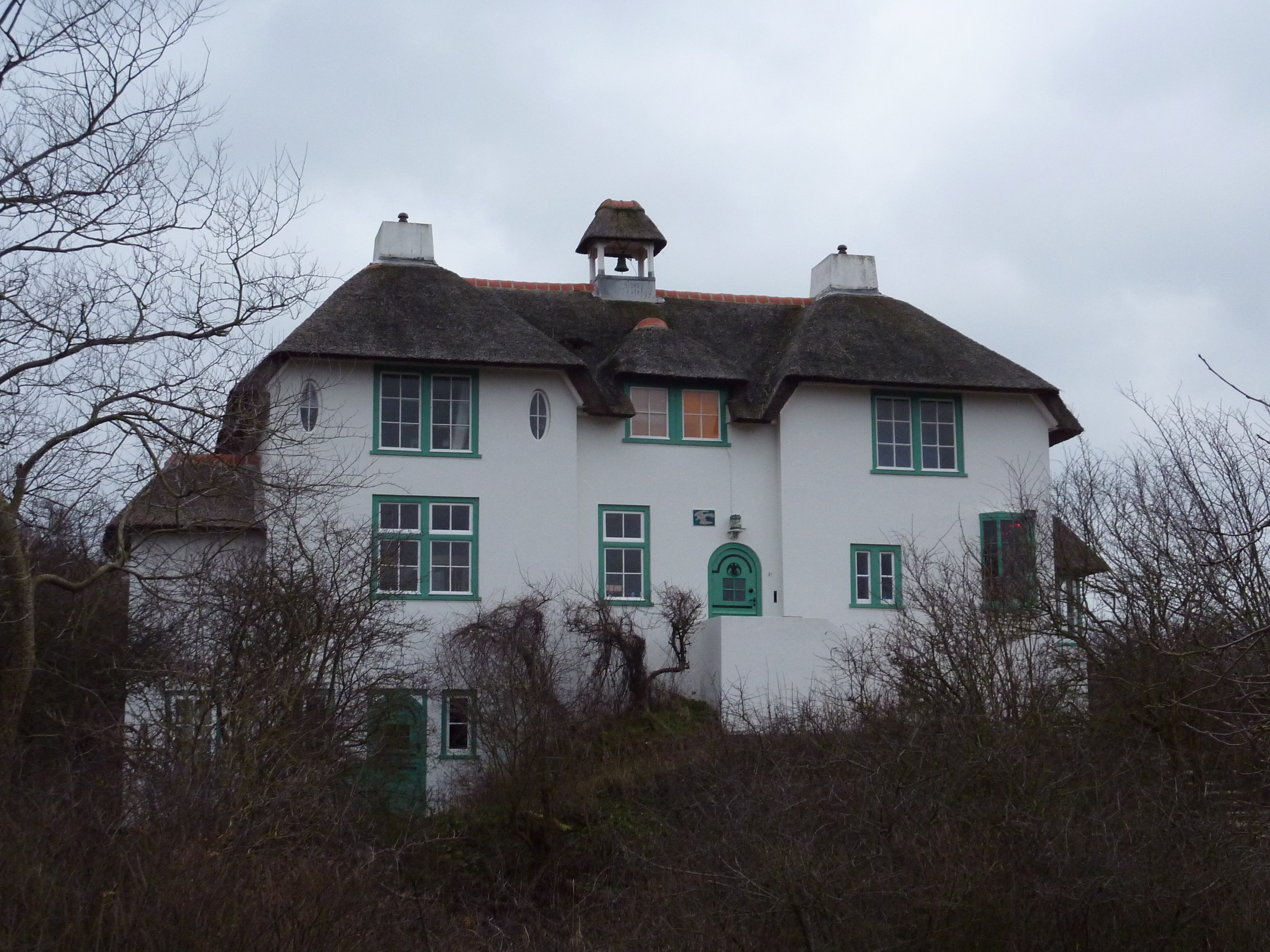
De Koekoek

De Koekoek is een vakantiehuis in Engelse landschapsstijl aan de Boerhaaveweg 21 in Noordwijk. Het ligt aan de rand van de duinen.
Het huis stamt uit 1917 en werd in 1932 uitgebreid. Het ontwerp is van Henk Wegerif. De oorspronkelijk wit gepleisterde gevels zijn voorzien van een coating. Het interieur, dat nog grotendeels in de originele staat verkeert, kent ook stijlinvloeden uit de art nouveau en de arts-and-craftsbeweging. Sinds 1999 staat het gebouw inschreven in het rijksmonumentenregister.